# Битва при Эль-Бодоне
Битва при Эль-Бодоне произошла 25 сентября 1811 года между англо-португальской и французской армии во время Пиренейской войны, являющейся частью наполеоновских войн.

## Предыстория
Вскоре после битвы при Фуэнтес-де-Оньоро французская армия отошла от северной границы Португалии, а герцог Веллингтон с тремя дивизиями британской армии и кавалерийским корпусом начал блокаду Сьюдад-Родриго. В сентябре 1811 года маршал Мармон собрал в окрестностях Саламанки Северную армию, состоящую из 60 тыс. пехотинцев и 5 тыс. кавалеристов, и двинулся на Сьюдад-Родриго, чтобы снять блокаду.

## Битва
При приближении французских войск британские аванпосты отступили, и Сьюдад-Родриго был освобождён. В то время штаб-квартира герцога Веллингтона была основана в Фуэнтегинальдо, деревне (ныне город) в 14 км позади Сьюдад-Родриго. 2-й батальон 5-го пехотного полка, охраняющий штаб-квартиру Веллингтона, получил приказ идти вперёд для подкрепления двух бригад португальской артиллерии и эскадрона кавалерии, расположенных на расстоянии около 5 км от Сьюдад-Родриго.
Примерно в 5 км к востоку от этого места находится деревня Эль-Бодон, которую занимала 3-я дивизия под командованием сэра Томаса Пиктона. Лёгкая дивизия занимала территорию между деревней Эль-Бодон и рекой Агедой. Четвёртая дивизия находилась позади Фуэнтегинальдо, располагаясь в разных деревнях.
Майор Генри Ридж из 2-го батальона 5-го пехотного полка вспоминал:
Поскольку к нашему батальону были прикреплены орудия, я стал старшим офицером, и, не получив никаких приказов, отступать ли нам, если на нас нападут (превосходящие силы), или защищаться до последнего, я счёл благоразумным для начала воспользоваться наилучшим из имеющихся в моей распоряжении средств, чтобы предотвратить внезапное нападение, и расставил аванпосты. Чувствуя всю серьёзность лёгшей на меня ответственности, я обходил их на рассвете, когда обнаружил большие отряды вражеской кавалерии, выходящие из Сьюдад-Родриго и пересекающие Агуэду.
Из Сьюдад-Родриго шли две дороги; одна к Фуэнтегинальдо, наиболее удобная для орудий, шла справа от 5-го пехотного полка, а другая шла прямо через позиции 5-го полка. Прошло некоторое время, прежде чем союзникам стало ясно, по какой из двух дорог французы пойдут дальше, поскольку из-за холмов их не было видно. Майор Ридж приказал снять орудия с передков и развернул 2-й батальон 5-го полка вдоль хребта; справа его защищало глубокое ущелье.
Когда французская кавалерия приблизилась к позициям союзников, стала ясна их цель, и португальские орудия открыли по ним огонь. В этот момент прибыл герцог Веллингтон, и, изучив ситуацию, одобрил все действия майора Риджа и приказал направить им кавалерийскую бригаду в поддержку. Однако едва Веллингтон отправился в тыл, союзников атаковал большой кавалерийский отряд, которому на мгновение удалось захватить орудия. Точным огнём 2-го батальона 5-го полка, за которым последовала штыковая атака, орудия были отбиты, а французы отброшены.
Прибыл генерал-майор Чарльз Колвилл с подкреплением (британский 77-й пехотный полк под командованием подполковника Брумхеда и 21-й португальский полк под командованием полковника Баселлара), который принял на себя командование союзными силами, численность которых в тот момент составляла около 1,5 тыс. человек. Они удерживали позицию в течение трёх часов, хотя были несколько раз атакованы французской кавалерией и подвергались сильному обстрелу из пушек резервной пехотной дивизии. Однако с началом наступления французской пехоты союзникам пришлось отступить. Поскольку рельеф местности был благоприятствовал кавалерии, союзники отходили, построившись в каре, и французы несколько раз их атаковали, но так и не смогли прорвать оборону.
Во время сражения французы выдвинули мощную группу пехоты, которая было отрезала Лёгкую дивизию, но благодаря своевременным решениям генерал-майора Кроуфурда дивизия успела перейти через Агеду и отступила в боевом порядке.

## Итог
Герцог Веллингтон занял позицию перед Фуэнтегинальдо с тремя вышеназванными дивизиями, однако на следующий день ему пришлось отойти и встать позади Коба. Французы, имевшие припасы только на десять дней, были вынуждены отступить, после чего англо-португальская армия вновь заняла те же позиции, что и до атаки.

## Для дальнейшего чтения
- Rickard, J. (2008-06-05), Combat of El Bodon, 25 September 1811, historyofwar.org, Дата обращения: 14 апреля 2011